# Emmanuele Antonio Cicogna
Emmanuele Antonio Cicogna, född den 17 januari 1789 i Venedig, död där den 22 februari 1868, var en italiensk historiker.
Cicogna var först generalprokurator och sedan appellationssekreterare i sin hemstad. Sina första arbeten utgav han (1808-10) under pseudonymen Angelo Eugenio Mentice Mantovano. Hans forskningar omfattade företrädesvis Venedigs historia. Bland Cicognas verk kan nämnas Delle iscrizioni veneziane (1824-53) och en avhandling över rättskrivningen, Ristretto di ortografia da saccoccia (1816), som utgivits i många upplagor. Cicogna utgav flera gamla handskrifter, bland annat "Novelle inedite" (1822). Sina dyrbara samlingar av böcker och handskrifter (över 3 000) skänkte han till staden Venedig.